# Martin Florack
Martin Florack (* 15. April 1977 in Aachen) ist ein deutscher Politikwissenschaftler. In zahlreichen Medien (ARD, WDR, Phoenix, ZDF sowie Deutschlandfunk) tritt er als politikwissenschaftlicher Experte in Erscheinung.

## Leben
Martin Florack studierte von 1997 bis 2003 Politikwissenschaft, Kommunikationswissenschaften sowie Neuere und Neueste Geschichte an der Ludwig-Maximilians-Universität München. Zwischenzeitlich legte er von 1999 bis 2000 ein Auslandssemester am University College Cork in Irland ein mit den Hauptfächern European Studies und Politikwissenschaft.
Nach dem Abschluss des Studiums (Magister artium) wurde er 2003 zunächst wissenschaftlicher Mitarbeiter am Institut für Politikwissenschaft der Universität Duisburg-Essen. Von 2005 bis 2006 verbrachte er ein Jahr in der Staatskanzlei des Landes Nordrhein-Westfalen, bevor er 2006 an der Universität Duisburg-Essen Akademischer Rat wurde. Im Jahr 2013 wurde Florack an der Universität Duisburg-Essen zum Dr. rer. pol. promoviert. Darüber hinaus war er von 2010 bis 2016 zudem Prodekan für Studium und Lehre der Fakultät für Gesellschaftswissenschaften.
Nach einer ersten Vertretungsprofessur im Jahr 2016 übernahm Martin Florack im April 2018 die Vertretung der Professur Politisches System der Bundesrepublik Deutschland an der Universität Siegen. Am 1. April 2019 kehrte er zurück an der Universität Duisburg-Essen, verließ diese aber zum 1. September 2020 wieder, um beim wissenschaftlichen Dienst des Landtags Rheinland-Pfalz angestellt zu werden, wo er Projektleiter wurde.
Seit September 2022 ist Florack in Doppelfunktion Leiter des Wissenschaftscampus NRW (WICA) und des Bereichs „Integrierte Stadtentwicklung und Statistik“ der Stadt Oberhausen. Der WICA ist eine anwendungsorientierte Wissenschaftseinrichtung, die auf der Grundlage einer gemeinsamen Initiative der NRW School of Governance an der Universität Duisburg-Essen und des Institut für Journalismus & PR (an der Westfälischen Hochschule Gelsenkirchen) gegründet wurde. Seit Januar 2024 ist der WICA eine von der Stadt Oberhausen getragene, gemeinnützige GmbH.
Florack war am Aufbau der NRW School of Governance beteiligt und ist dort als Dozent (u. a. im Weiterbildungsstudiengang Master of Public Policy, MPP) tätig. Seit Februar 2021 ist er Fellow der NRW School of Governance.
Im Januar 2025 wurde Florack der Titel als Honorarprofessor an der Universität Duisburg-Essen verliehen. Er ist in dieser Funktion nun erneut auch institutionell dem Institut für Politikwissenschaft der UDE verbunden.

## Medien
Martin Florack tritt als Politikwissenschaftler vor allem in den öffentlich-rechtlichen Sendern (u. a. WDR: Fernsehen und Hörfunk, ZDF, Phoenix, ARD, Deutschlandfunk) als Analyst von Wahlen und aktuellen politischen Ereignissen in der Landes- und Bundespolitik auf.

## Schriften (Auswahl)
- Florack, Martin; Korte, Karl-Rudolf; Schwanholz, Julia (Hrsg.) (2021): Coronakratie. Demokratisches Regieren in Ausnahmezeiten, Frankfurt a. M.
- Korte, Karl-Rudolf; Florack, Martin (Hrsg.) (2020): Handbuch Regierungsforschung, Wiesbaden.
- Florack, Martin (i2019): Blockierte Regierungsbildung. Institutionelle Transformationsprozesse der Regierungsorganisation 2018, in: Korte, Karl-Rudolf (Hrsg.): Die Bundestagswahl 2017, Wiesbaden, S. 539–565.
- Florack, Martin; Grunden, Timo; Korte, Karl-Rudolf (2015): Regierungsorganisation und Kernexekutive: Thesen im Kontext der modernen Regierungsforschung, in: Zeitschrift für Politikwissenschaft, Jahrgang 25, Heft 4, S. 617–634.
- Florack, Martin (2013): Transformation der Kernexekutive. Eine neo-institutionalistische Analyse der Regierungsorganisation in NRW 2005–2010, Wiesbaden.
- Florack, Martin; Grunden, Timo (Hrsg.) (2011): Regierungszentralen. Organisation, Steuerung und Politikformulierung zwischen Formalität und Informalität. Wiesbaden.
- Korte, Karl-Rudolf; Florack, Martin; Grunden, Timo (2006): Regieren in Nordrhein-Westfalen. Strukturen, Stile und Entscheidungen 1990 bis 2006. Wiesbaden.
- Florack, Martin (2005): Kriegsbegründungen. Sicherheitspolitische Kultur in Deutschland nach dem Kalten Krieg. Marburg.